# Demonax mustela
Demonax mustela là một loài bọ cánh cứng trong họ Cerambycidae.